# Чемпионат Италии по кёрлингу среди смешанных команд 2020
Чемпионат Италии по кёрлингу среди смешанных команд 2020 года проводился с 16 ноября 2019 по 16 февраля 2020 в городе Пинероло.
Чемпионат Италии 2020 проводился в виде только группового турнира в 2 круга, без этапа плей-офф, поскольку в марте 2020 (когда намечалось проводить плей-офф) и далее все спортивные соревнования в Италии были отменены из-за пандемии COVID-19.
В чемпионате приняло участие 4 команды.
Чемпионом стала команда Fireblock Mixed (скип Денизе Пимпини). Серебряные медали завоевала команда Sporting Club Pinerolo (Вероника Дзаппоне). Бронзовыми призёрами стала команда Virtus Piemonte Mixed (Альберто Пимпини).

## Формат турнира
Команды в одной группе участвуют в групповом этапе, проводимом по круговой системе в два круга. При равенстве количества побед у двух команд они ранжируются между собой по результату личной встречи, при равенстве количества побед у трёх или более команд — по результатам суммы тестовых бросков в дом (англ. Draw Shot Challenge, DSC, в сантиметрах; чем меньше величина, тем выше место команды).

## Составы команд
|    | Команда                | Четвёртый         | Третий                                | Второй                | Первый                    | Запасной                        |
| -- | ---------------------- | ----------------- | ------------------------------------- | --------------------- | ------------------------- | ------------------------------- |
| A1 | Fireblock Mixed        | Fabio Sola        | Денизе Пимпини                        | Жюльен Мишель Жанр    | Emanuela Matino           |                                 |
| A2 | Mixed Drunk            | Fabrizio Ferrian  | Carolina Sylva Mariantonietta Gastone | Sebastia Gesti Garcia | Caterina Angela Sanikidze |                                 |
| A3 | Sporting Club Pinerolo | Вероника Дзаппоне | Giovanni Tosel                        | Anna Maria Maurino    | Davide Forchino           | Арианна Лозано, Lorenzo Messina |
| A4 | Virtus Piemonte Mixed  | Альберто Пимпини  | Елена Дами                            | Marco Onnis           | Лукреция Лауренти         | Stefano Perucca                 |

(скипы выделены полужирным шрифтом)

## Результаты соревнований

### Групповой этап
|    | Команда (скип)                     | A1       | A2        | A3       | A4        | В | П | DSC, см | Место |
| -- | ---------------------------------- | -------- | --------- | -------- | --------- | - | - | ------- | ----- |
| A1 | Fireblock Mixed (Д. Пимпини)       | *        | 12:4 7:2  | 4:6 8:4  | 7:4 10:4  | 5 | 1 | 46,2    | 1     |
| A2 | Mixed Drunk (Ferrian)              | 4:12 2:7 | *         | 3:13 5:8 | 2:10 1:11 | 0 | 6 | 87,6    | 4     |
| A3 | Sporting Club Pinerolo (Дзаппоне)  | 6:4 4:8  | 13:3 8:5  | *        | 3:9 7:6   | 4 | 2 | 57,5    | 2     |
| A4 | Virtus Piemonte Mixed (А. Пимпини) | 4:7 4:10 | 10:2 11:1 | 9:3 6:7  | *         | 3 | 3 | 115,7   | 3     |

### Итоговая классификация
| Место | Команда                | Скип              | И | В | П |
| ----- | ---------------------- | ----------------- | - | - | - |
| 1     | Fireblock Mixed        | Денизе Пимпини    | 6 | 5 | 1 |
| 2     | Sporting Club Pinerolo | Вероника Дзаппоне | 6 | 4 | 2 |
| 3     | Virtus Piemonte Mixed  | Альберто Пимпини  | 6 | 3 | 3 |
| 4     | Mixed Drunk            | Fabrizio Ferrian  | 6 | 0 | 6 |